# Francesco Martino (homme politique)
Francesco ou Franco Martino, né à Messine le 24 mars 1937, mort dans cette commune le 3 octobre 2017, est un homme politique italien. Membre du Parti libéral, il est président de la Région sicilienne.

## Biographie
Après la laurea en économie et en commerce, il est professeur d'université en techniques bancaires à Messine.
Il est le petit-fils du maire républicain de Messine, Antonino Martino, le neveu de l'ancien ministre des Affaires étrangères Gaetano Martino, le cousin d'Antonio Martino, fondateur de Forza Italia et ancien ministre. Comme son oncle, il adhère au Parti libéral italien.
D'abord conseiller provincial à Messine, il est élu député à l' Assemblée régionale sicilienne en 1976 sur la liste du PLI, et réélu pour quatre législatures, jusqu'en 1996. Il dirige le groupe parlementaire libéral à l'ARS et est secrétaire de l'ARS. Il est assesseur régional pour le Territoire et l'Environnement sous la présidence de Mario D'Acquisto du 7 août 1981 au 27 décembre 1982 puis pour l'Industrie sous la présidence de Modesto Sardo du 3 avril 1984 au 7 février 1985 et sous celle de Rosario Nicolosi du 16 juillet 1986 au 6 août 1987.
Les voix de la DC, du PSI, du PLI et du PSDI le désigne président de la Région le 21 décembre 1993, après la saison des massacres mafieux, dans un moment de transition de la première république alimenté par les scandales politiques de Tangentopoli.
À la tête d'un gouvernement centriste jusqu'au 16 mai 1995, il gère les affaires courantes sans aspirations réformatrices.
Il ne se représente pas aux élections régionales de 1996 et est élu au Comité des régions de l'Union européenne. Il se retire ensuite de la vie politique.